# Île Saint-Louis
Île Saint-Louis is een van de twee eilanden (het andere is Île de la Cité) in de Seine in het
centrum van Parijs. Het is genoemd naar koning Lodewijk IX, bijgenaamd de heilige (fr. Saint Louis).
Het eiland is met de rest van Parijs verbonden door bruggen naar de linker- en rechteroever van de rivier (de Pont de Sully, de Pont Louis-Philippe, de Pont Marie en de Pont de la Tournelle), en is via de Pont Saint-Louis met het Île de la Cité verbonden.

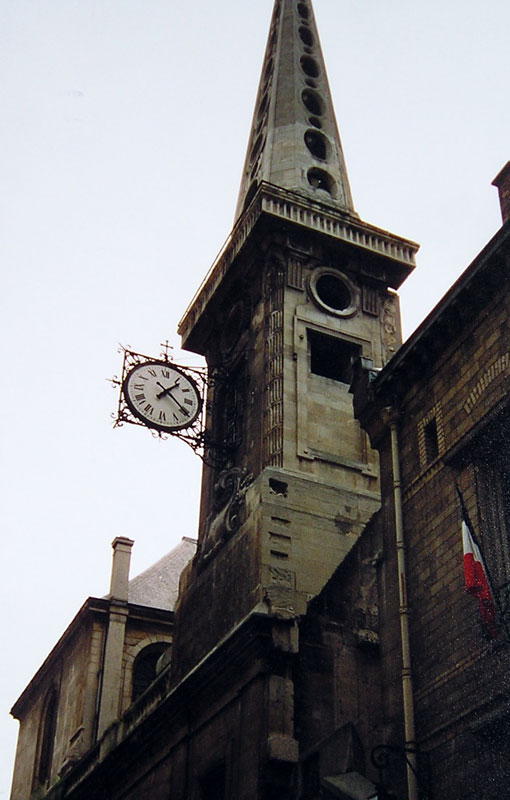
Kerk Saint-Louis-en-l'île op het Île Saint-Louis

Het Île Saint-Louis is een van Frankrijks vroegste voorbeelden van ruimtelijke planning. Het bestond tot 1616 uit twee dicht naast elkaar gelegen eilanden, het Île Notre-Dame en het Île aux Vaches. Deze eilanden dienden als weide voor marktvee en voor de opslag van hout. Louis XIII gaf in 1614 een opdracht aan de ingenieur/aannemer Christophe Marie en de architect Le Vau om de eilanden met elkaar te verbinden tot één eiland, en een stratenpatroon te ontwerpen. Marie verkreeg het recht om grote delen van het Île Saint-Louis te bebouwen en om tol te heffen op de tegenwoordig naar hem vernoemde Pont Marie.
Het eiland met smalle eenrichtingsstraten vormt een oase van rust midden in het drukke Parijse stadscentrum en beschikt niet over een metrostation, echter wel twee bushaltes. Bezienswaardigheden zijn de Église Saint-Louis-en-l'Île, de Adam-Mickiewiczbibliotheek en de bekende ijswinkel van "Monsieur Berthillon".
- Gemeinsame Normdatei: 4544414-6
- Virtual International Authority File: 249393498